# Traimont
 (novembre 2021).
Si vous disposez d'ouvrages ou d'articles de référence ou si vous connaissez des sites web de qualité traitant du thème abordé ici, merci de compléter l'article en donnant les références utiles à sa vérifiabilité et en les liant à la section « Notes et références ».
Traimont est un hameau du village de Witry en Ardenne belge. Avec ce dernier il fait aujourd'hui partie de la commune de Léglise, dans la province de Luxembourg, en Région wallonne de Belgique. Avant la fusion des communes de 1977, il appartenait à l'ancienne commune de Witry.

## Situation et description
Sis de part et d'autre de la route nationale 825 qui va de Longlier à Fauvillers le hameau de Traimont se trouve au nord de la grande forêt d'Anlier, au cœur de l'Ardenne.  Un ruisseau qui prend sa source au sud du hameau se jette plus au nord dans la Sûre.